# Ochthebius algicola
Ochthebius algicola é uma espécie de insetos coleópteros polífagos pertencente à família Hydraenidae.
A autoridade científica da espécie é Wollaston, tendo sido descrita no ano de 1871.
Trata-se de uma espécie presente no território português.